# کالباخ
کالباخ (به آلمانی: Callbach) یک شهر در آلمان است که در باد کرویتسناخ واقع شده‌است.

## نگارخانه

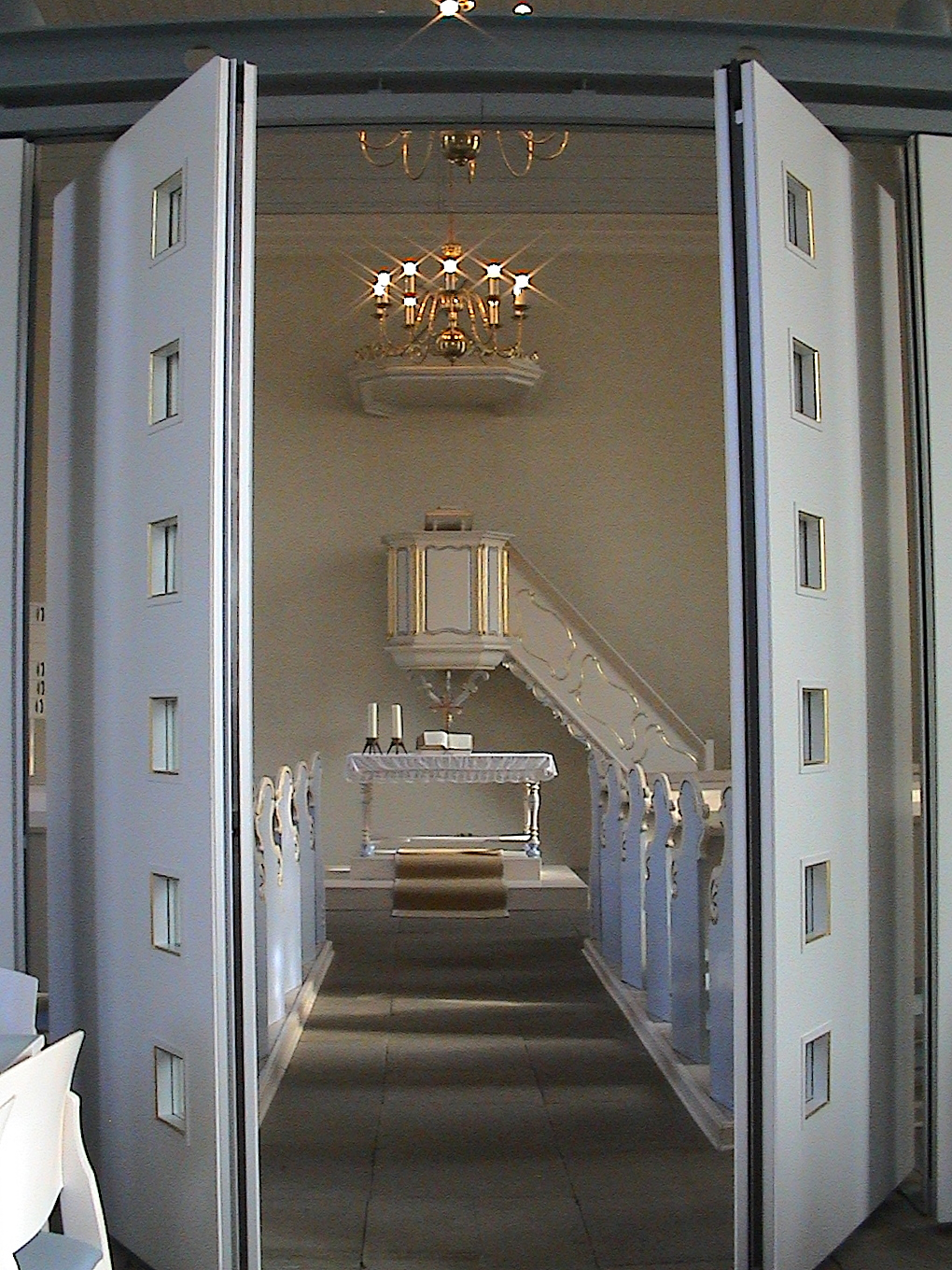
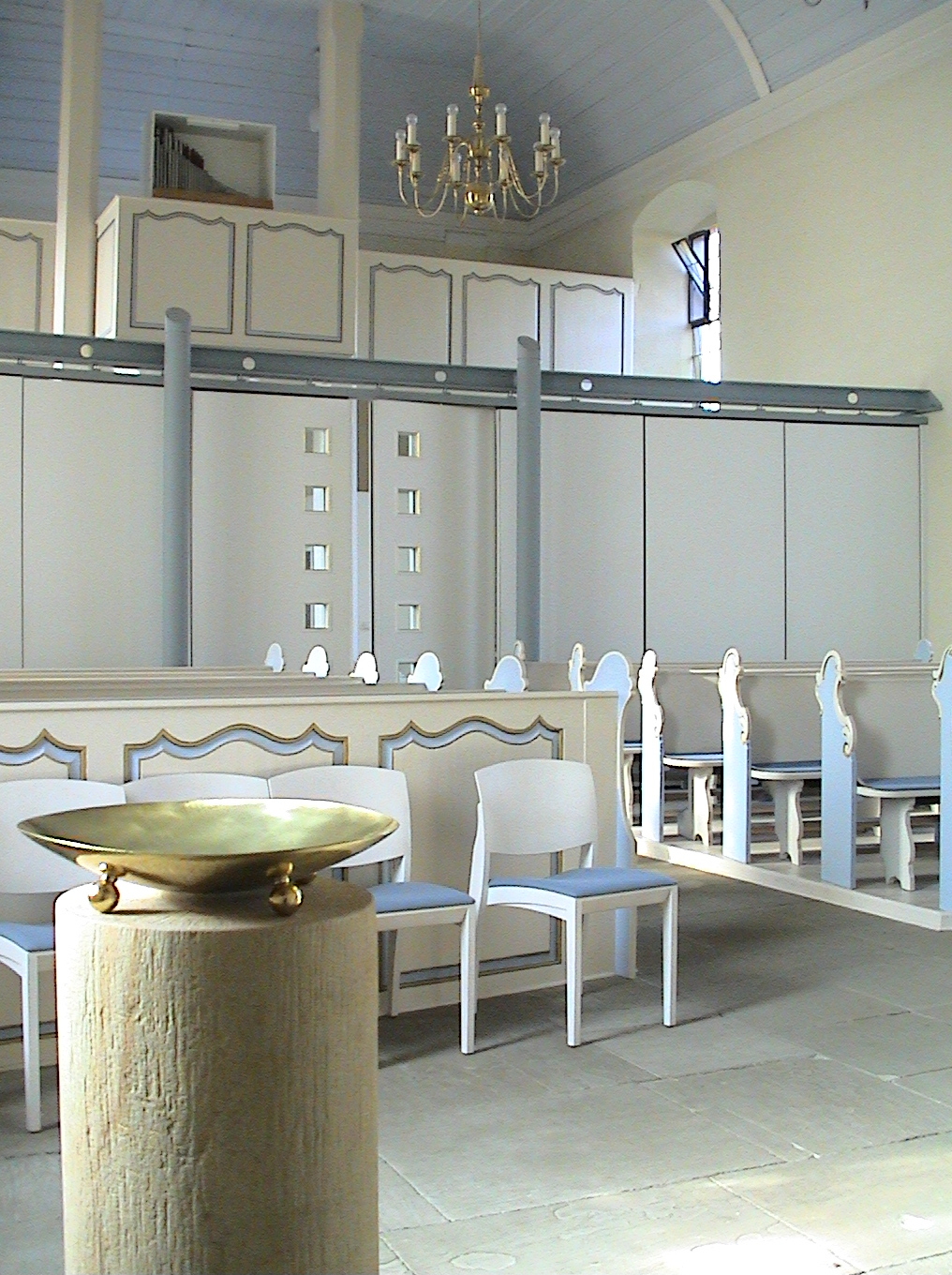
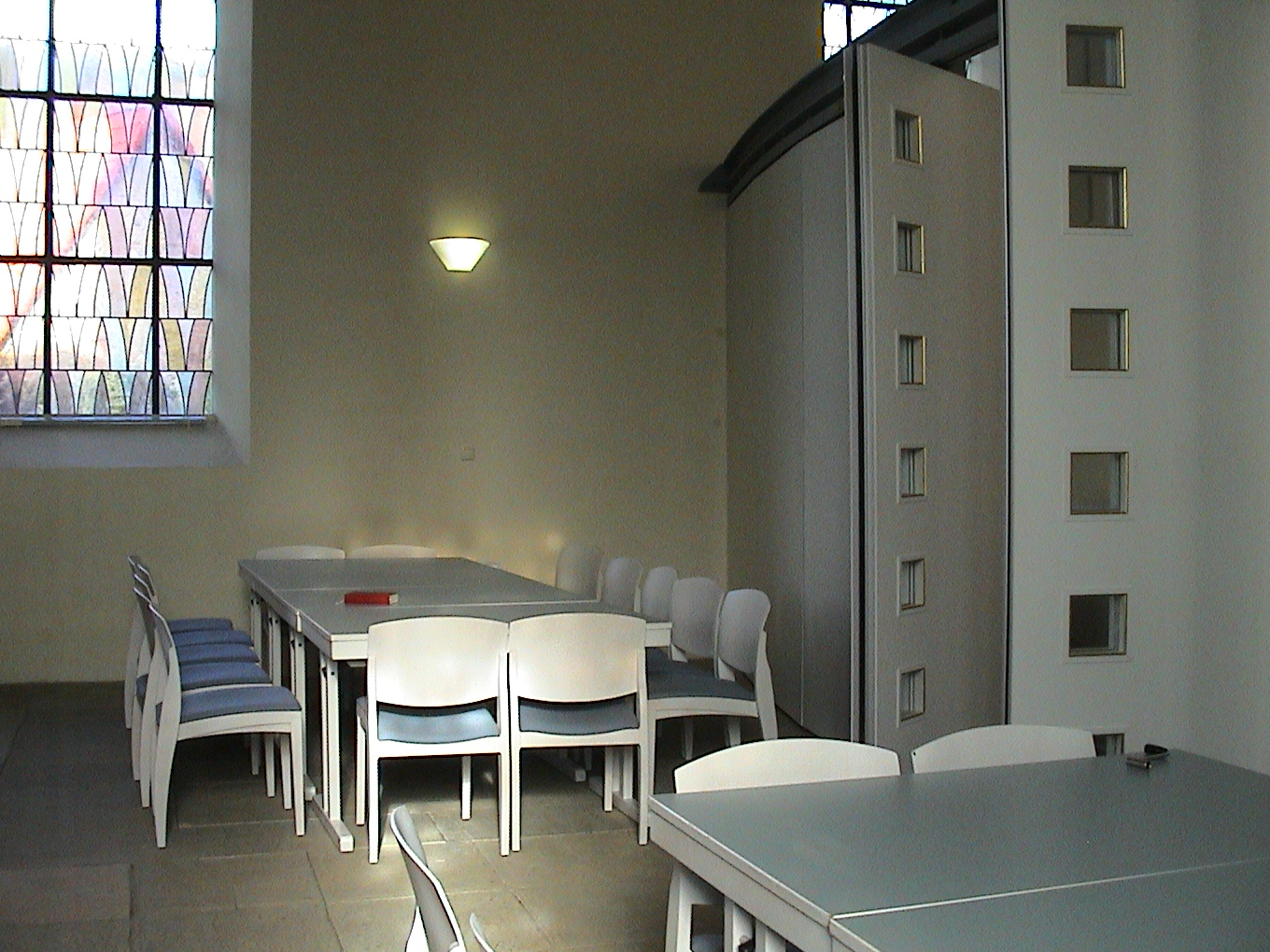